# Нолан, Филип Фрэнсис
Филип Фрэнсис Нолан (англ. Philip Francis Nowlan, 13 ноября 1888 год, Филадельфия, штат Пенсильвания – 1 февраля 1940 года, там же) — американский писатель, автор научно-фантастических произведений. Наиболее известен как создатель Бака Роджерса.

## Карьера
Будучи студентом Пенсильванского университета, состоял в клубе Маска и парик (англ. Mask and Wig) и играл важные роли в ежегодных постановках с 1907 по 1909 годы. По окончании университета работал колумнистом в газете. После женитьбы переехал в Бала Синвайд, пригород Филадельфии. Здесь он придумал своего самого известного героя — Бака Роджерса, выпустив два романа о его приключениях и основав серию комиксов в сотрудничестве с иллюстратором Диком Колкинсом. В качестве автора комиксов Нолан работал до 1939 года.
Нолан также был автором других произведений научно-фантастического жанра, которые публиковались в профильных журналах. После смерти Нолана в 1940 году, был издан детектив The Girl from Nowhere.

## Личная жизнь
Филип Нолан женился на Терезе Джанкер. В браке родилось десять детей: Филип, Мэри, Хелен, Луиза, Тереза, Майк, Ларри, Пэт, Джон и Джо.